# Alcatraz (telessérie)
Alcatraz é uma série de televisão dos Estados Unidos criada por Elizabeth Sarnoff, Steven Lilien e Bryan Wynbrandt. Produzida pela Bad Robot Productions, a série é originalmente transmitida na FOX e seu episódio de estreia foi ao ar em 16 de janeiro de 2012 nos Estados Unidos. Alternando entreras, a série tem seu foco na ilha-prisão de Alcatraz, que foi fechada em 1963, devido ao seu alto custo de manutenção e às suas péssimas condições de segurança aos prisioneiros e guardas. Contudo, ambos prisioneiros e guardas desapareceram em 1963 e estão reaparecendo no tempo moderno atual e estão sendo rastreados por uma agência governamental. A série é  estrelada por Sarah Jones, Jorge Garcia e Sam Neill. A série foi cancelada em 9 de maio de 2012.

## Personagens e elenco

### Principais
- Rebecca Madsen (Sarah Jones), uma policial detetive de homicídios de São Francisco.
- Emerson Hauser (Sam Neill), um agente do FBI, ex-agente de polícia, que chegou às docas de Alcatraz e descobriu que os prisioneiros haviam desaparecido, em 1963.
- Doctor Diego "Doc" Soto (Jorge Garcia), um PhD em Direito penal e Guerra Civil Americana, autor de livros sobre Alcatraz e dono de loja, escritor e artista de história em quadrinhos.
- Doutora Lucille "Lucy" Banerjee (Parminder Nagra), técnica e profissional do agente Hauser.
- Edwin James (Jonny Coyne), o antigo diretor de Alcatraz, que acredita na redenção e na humanidade dos prisioneiros.
- Elijah Bailey "E.B." Tiller (Jason Butler Harner), antigo vice-diretor de Alcatraz, cuja visão cínica que tem dos prisioneiros frequentemente o coloca em posição conflitante com James.

### Recorrentes
- Ray Archer, anteriormente Ray Madsen (Robert Forster), tio-avô da detetive Madsen e ex-guarda na prisão de Alcatraz.
- Thomas "Tommy" Madsen (David Hoflin), avô de Rebecca e irmão de Ray, reapareceu em 2012 e assassinou o parceiro de Rebecca.
- Doutor Beauregard (Leon Rippy), antigo médico plantonista de Alcatraz.
- Nikki (Jeananne Goossen), médica legista e possível paixão de Doc.
- Jack Sylvane (Jeffrey Pierce), primeiro prisioneiro rastreado e capturado pela Força-Tarefa.

### Participações especiais

#### Prisioneiros
- Thomas "Tommy" Madsen (David Hoflin) #2002
- Jack Sylvane (Jeffrey Pierce) #2024
- Ernest Cobb (Joe Egender) #2047
- Kit Nelson (Michael Eklund) #2046
- Cal Sweeney (Eric Johnson) #2112
- Paxton Petty (James Pizzinato) #2223
- Johnny McKee (Adam Rothenberg) #2055
- Clarence Montgomery (Mahershalalhashbaz Ali) #2214
- Pinky Ames (Graham Shiels) #2177
- Herman Ames (Travis Aaron Wade) #2178
- Sonny Burnett (Theo Rossi) #2088
- Webb Porter (Rami Malek) #2012
- Garrett Stillman (Greg Ellis) #2109
- Joe Limerick (Brendan Fletcher) Ghost

#### Guardas
- Guy Hastings (Jim Parrack)
- Officer Donovan (Frank Whaley)

## Enredo
| “ | Em 21 de março de 1963, Alcatraz foi oficialmente fechada. Todos os prisioneiros foram transferidos da ilha. Exceto que não foi isso que aconteceu. De forma alguma. | ” |

Em 21 de março de 1963, mais de 300 detentos e mais de 40 guardas desapareceram da prisão de Alcatraz sem deixar rastros. Para cobrir o desaparecimento, o governo se pronunciou dizendo que a prisão havia sido fechada, graças a pouca segurança, e que os prisioneiros haviam sido transferidos. Um jovem guarda naquela época, agente federal Emerson Hauser, foi um dos primeiros a descobrir sobre o desaparecimento dos prisioneiros. Ele agora dirige uma unidade governamental secreta dedicada a encontrá-los. Nos dias atuais em São Francisco (Califórnia), os prisioneiros estão retornando, e sem quaisquer sinais de envelhecimento. Para ajudar na busca e captura dos prisioneiros, Hauser recruta a policial detetive Rebecca Madsen e um especialista na história de Alcatraz, Doutor Diego Soto.

## Crítica
Em junho de 2011, Alcatraz foi um dos oito homenageados na categoria Most Exciting New Series (Série recém-criada mais emocionante) no 1st Critics' Choice Television Awards, votado por jornalistas que tinham visto os episódios piloto. Obteve uma pontuação agregada de 63/100 no Metacritic, indicando sinais "favoráveis".
Verne Gay, do jornal americano Newsday, escreveu: "Alcatraz" compartilha um pouco do DNA de The 4400, com um fio ou dois separado de FlashForward. Amo todos estes mencionados".
Robert Bianco, do USA Today, escreveu: "Alcatraz é fácil de acompanhar, com surpresas e reviravoltas que são agradáveis e não enervantes. Mas você pode ser deixado se perguntando quanto tempo será até que a série tenha 8 linhas temporais e 6 universos".
Matt Zoller Seitz, do New York Magazine, comentou a série dizendo: "Os personagens são tão fofos (e em alguns casos, tão bonitos) e a narrativa, tão mecânica, que eu não poderia não me entregar a ela de um jeito ou de outro".
Alcatraz obteve em sua estreia mais de 10 milhões espectadores nos Estados Unidos, mas no season finale da primeira temporada, este numéro já havia caído para 4,75 milhões, a menor audiência da série até o momento. 

## Distribuição internacional
| País ou região | Canal                        | Data de estreia                              | Ref.   |
| -------------- | ---------------------------- | -------------------------------------------- | ------ |
| Argentina      | Warner Channel               | 23 de janeiro de 2012                        |        |
| Austrália      | Nine Network                 | 13 de fevereiro de 2012                      | [ 11 ] |
| Brasil         | Warner Channel               | 23 de janeiro de 2012                        |        |
| Brasil         | SBT                          | 16 de dezembro de 2012                       |        |
| Canadá         | Citytv                       | 16 de janeiro de 2012                        |        |
| Chile          | Warner Channel               | 23 de janeiro de 2012                        |        |
| Chile          | Megavisión                   | 1 de janeiro de 2013                         |        |
| Dinamarca      | Kanal 5                      | 11 de março de 2012                          |        |
| Espanha        | TNT (pago) La Sexta (aberto) | 17 de janeiro de 2012 8 de fevereiro de 2012 | [ 12 ] |
| Finlândia      | SubTV                        | 29 de março de 2012                          |        |
| Itália         | Premium Crime                | 30 de janeiro de 2012                        |        |
| Mundo Árabe    | MBC Action                   | 19 de janeiro de 2012                        |        |
| Noruega        | TVNorge                      | 9 de fevereiro de 2012                       |        |
| Polónia        | Platforma n VOD              | 6 de fevereiro de 2012                       |        |
| Portugal       | RTP2                         | 16 de março de 2012                          | [ 13 ] |
| Reino Unido    | Watch                        | 13 de março de 2012                          | [ 14 ] |
| Turquia        | DiziMax                      | 21 de janeiro de 2012                        |        |